# Moment of Surrender
Moment of Surrender – ballada rockowej grupy U2, wydana na albumie "No Line on the Horizon" (2009). Pomimo tego, że nie została wydana jako singel, magazyn Rolling Stone uznał ją za najlepszą piosenkę 2009 roku, zajęła też 36 pozycję na liście 100 najlepszych piosenek minionej dekady według tegoż magazynu. Została napisana przez U2 wraz z Brianem Eno i Danielem Lanois w Fezie w Maroku, w kilka godzin i nagrana od razu za pierwszym razem. Słowa piosenki opowiadają o narkomanie, który przeżywa kryzys wiary. Dla piosenki charakterystyczne jest solo gitarowe The Edge'a, które przez wielu recenzentów zostało uznane za podobne do solówek Davida Gilmoura z Pink Floyd.